# Rete da pesca

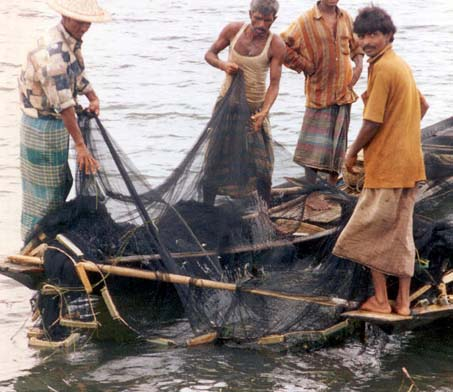
Pescatori in Bangladesh

La rete da pesca è un dispositivo usato nella pesca per intrappolare gli animali acquatici.

## Forme
Le reti da pesca hanno due forme fondamentali:
- piano-quadrate
- cilindriche

## Storia

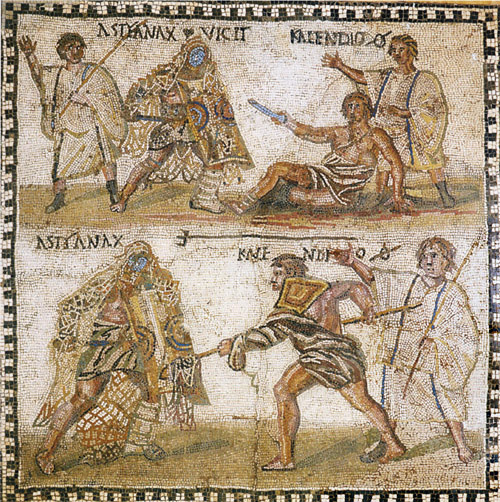
Un retiarius ("l'uomo con la rete"), con tridente e rete fusa, che combatte un secutor (mosaico, IV secolo a.C.)

Le reti da pesca sono state ampiamente utilizzate in passato, anche dai popoli dell'età della pietra. La più antica rete da pesca conosciuta è la rete di Antrea, trovata con altre attrezzature da pesca nella città careliana di Antrea, in Finlandia, nel 1913. La rete era di salice e risale all'8300 a.C. In Corea sono stati scoperti piombi per reti da pesca del 27.000 a.C., il che li rende i più antichi attrezzi da pesca scoperti, fino all'epoca moderna, nel mondo. I resti di un'altra rete da pesca risalgono al tardo Mesolitico, e sono stati ritrovati insieme a piombi sul fondo di un mare prosciugato. Alcuni dei più antichi le incisioni rupestri di Alta (4200–500 a.C.) hanno immagini misteriose, inclusi intricati schemi di linee orizzontali e verticali a volte spiegate come reti da pesca. Gli indiani nativi americani sul fiume Columbia tessevano reti da circuizione da fibre di radici di abete o erba selvatica, usando sempre pietre come pesi. Per i galleggianti usavano bastoncini di cedro che si muovevano in modo tale da spaventare i pesci tenendoli raggruppati in modo che fosse più facile pescarli. Con l'aiuto di grandi canoe, i Maori pre-europei dispiegarono reti a sciabica che potevano superare i mille metri di lunghezza. Le reti erano tessute di lino verde, con pesi di pietra e galleggianti in legno leggero o zucca, e potevano richiedere centinaia di uomini per il traino.
Le reti da pesca sono ben documentate nell'antichità. Appaiono nei dipinti tombali egizi del 3000 a.C. Nell'antica letteratura romana, Ovidio fa molti riferimenti alle reti da pesca, compreso l'uso di galleggianti in sughero e pesi di piombo. Testimonianze pittoriche della pesca romana provengono da mosaici che mostrano reti. In una parodia della pesca, un tipo di gladiatore chiamato retiarius era armato con un tridente e una rete. Combatterebbe contro un secutor o il mirmillone, che portava una spada corta e un elmo con l'immagine di un pesce sul davanti. Tra il 177 e il 180 l'autore greco Oppiano di Anazarbo compose gli Halieutica, poema didattico sulla pesca: descrisse vari mezzi di pesca tra cui reti lanciate dalle barche, reti a paletta tenute aperte da un cerchio e varie trappole "che funzionano mentre i loro padroni dormono".
Nella mitologia norrena la gigantessa del mare Rán usa una rete da pesca per intrappolare i marinai perduti. Riferimenti alle reti da pesca si trovano anche nel Nuovo Testamento.
Le reti da pesca non si sono evolute in modo significativo. Tuttavia, le lenze da cui vengono costruite le reti si sono enormemente evolute. Frammenti fossili di "corda probabilmente a due strati di circa 7 mm di diametro" sono stati trovati in una delle grotte di Lascaux, datata intorno al 15.000 a.C.

## Descrizione delle principali reti
| Tipo                                                       | Immagine | Target | Descrizione |
| ---------------------------------------------------------- | -------- | --- | --- |
| Rete a strascico lungo il fondo del mare (Bottom trawling) |          | Pesci demersali, merluzzi, calamari, halibut e scorfani                                                                        | Una grande rete, di forma conica, progettata per essere trainata lungo il fondo del mare. La rete a strascico viene trainata dall'acqua da una o più barche, chiamate trawler o dragger. |
| Giacchio                                                   |          | Banchi di piccoli pesci | Un'antica rete da pesca di forma circolare, legata a una corda al centro del cerchio. |
| Coracle                                                    |          | Trota di mare, Salmone | Una barca piccola e leggera del tipo tradizionale usato nel Galles ma anche in parti dell'Inghilterra dell'Ovest e del Sud Ovest, in Irlanda (in particolar modo sul fiume Boyne) e Scozia. |
| Rete a strascico                                           |          | Sogliole, Telline, Crostacei                                                                                                   | Le reti a strascico hanno generalmente forma conica; la parte terminale, apribile per estrarre il pescato, prende il nome di sacco, l'apertura invece prende il nome di bocca e la parte centrale di ventre. |
| Reticolato (drift net)                                     |          | Frutti di mare medio-piccoli                                                                                                   | Una rete non ancorata, ma che si trova alla deriva con la corrente. Di solito è una rete da imbrocco o groviglio ed è comunemente usata nelle acque costiere di molti paesi. Il suo utilizzo in alto mare è proibito. |
| Rete drive-in                                              |          | Pesci da foraggio in branco come i Caesionidae e altri pesci di barriera.                                                      | Una rete drive-in è un'altra rete fissa, utilizzata dai pescatori su piccola scala in alcune attività di pesca in Giappone e nell'Asia meridionale, in particolare nelle Filippine. I pescatori o aspettano che un banco nuoti nella rete, oppure ci spingono dentro i pesci creando una sorta di trambusto. Quindi la rete viene chiusa sollevando l'estremità anteriore in modo che il pesce non possa scappare.                                                  |
| Rete da imbrocco fissa (su paletti)                        |          | Pesci che abitano in zone intercotidali poco profonde                                                                          | È costituita da un telo di rete teso su picchetti fissati nel terreno, generalmente nei fiumi o dove il mare scorre e rifluisce, per intrappolare e catturare il pesce. |
| Rete Fyke                                                  |          | Anguille | Le reti Fyke sono reti a forma di borsa tenute aperte da cerchi. Se le reti Fyke sono dotate di ali e capi, possono essere utilizzate anche in luoghi riparati nei laghi dove c'è abbondanza di vegetazione. Centinaia di queste reti possono essere collegate a sistemi in cui non è pratico costruire grandi trappole. |
| Rete da posta                                              |          | Sardine, Salmone, Merluzzo | Un attrezzo da pesca professionale costituito da una rete disposta verticalmente e spesso molto lunga che viene lasciata in mare lasciando che siano le prede a raggiungerla ed a rimanervi impigliate. |
| Rete fantasma                                              |          | Possono impigliare pesci, delfini, tartarughe marine, squali, dugonghi, coccodrilli, uccelli marini, granchi e altre creature. | Reti da pesca che sono state abbandonate, perse o altrimenti scartate nell'oceano. Queste reti, spesso quasi invisibili in penombra, possono essere lasciate aggrovigliate su uno scoglio roccioso o alla deriva in mare aperto. |
| Rete Haaf                                                  |          | Salmone | Incastonata in una cornice rettangolare di legno solitamente lunga circa 4-5 metri e larga 2 metri sorretta da tre gambe. Un polo centrale si estende da uno dei bordi più lunghi ad angolo retto. Il pescatore si tuffa in acque profonde e immerge la rete, tenendola in posizione verticale con il palo centrale. Quando un pesce entra nella rete, il pescatore inclina il palo all'indietro per raccogliere la rete verso l'alto, intrappolando così il pesce. |
| Rete a mano                                                |          | Muskellunge, Luccio del nord                                                                                                   | Le reti a mano, chiamate anche reti a paletta o a immersione, sono tenute aperte da un telaio e possono essere attaccate a un manico rigido corto o lungo. |
| Guadino                                                    |          | Piccoli frutti di mare | Il guadino (o salabro) è un attrezzo usato nella pesca. Si tratta di una rete a forma di cono o di sacco, con un manico più o meno lungo. È utilizzato per portare in superficie o a riva i pesci pescati. |
| Rete lavica                                                |          | Storione | Grande rete a mano, utilizzata in pochissime località sul fiume Severn in Inghilterra e Galles. La rete viene messa in acqua e il pescatore aspetta finché non sente un pesce sbattere contro la rete che viene quindi sollevata. |
| Rete di sollevamento (Lift net)                            |          | Sardina, Calamaro, Acciughe | Ha un'apertura rivolta verso l'alto. La rete viene prima sommersa alla profondità desiderata, quindi sollevata o tirata dall'acqua. Può essere sollevata manualmente o meccanicamente e può essere azionata su una barca |
| Pesca a strascico a mezz'acqua (Midwater trawl)            |          | Pesci pelagici come: acciughe, gamberi, tonno, sgombro                                                                         | Una rete a forma di cono viene trainata da un'unica barca e dispiegata da porte a strascico, oppure può essere trainata da due barche (strascico a coppia) che fungono da dispositivo di distribuzione. |
| Rete da plancton                                           |          | Plancton | Le navi trainano le reti attraverso il mare o pompano acqua di mare a bordo e poi la fanno passare attraverso la rete. |
| Rete da circuizione o Cianciolo                            |          | Banchi di pesci come le aringhe, i tonni, le acciughe, i tonni, gli sgombri e i merluzzi                                       | Una grande rete viene utilizzata per circondare i pesci, tipicamente un intero banco di pesci, su tutti i lati. Il fondo della rete viene poi chiuso tirando una cordicella disposta come una guida utilizzata per chiudere l'imboccatura di una borsa. Ciò intrappola completamente il pesce. |
| Rete a spinta                                              |          | Gambero | Una piccola rete da pesca triangolare con una struttura rigida che viene spinta lungo il fondo in acque poco profonde e viene utilizzata in alcune parti del Pacifico sudoccidentale. |
| Sciabica                                                   |          | Sogliole, Seppie, Cefali, Canocchie, Vongole, Pesce azzurro                                                                    | Una rete da pesca a strascico con assetto verticale, per pesce piccolo, usata sotto costa, in bassi fondali ed azionata manualmente. La tecnica di pesca con la sciabica prevede di mantenere un capo della rete a terra mentre una barca a remi la depone a semicerchio con la concavità rivolta verso la spiaggia fino a ricondurre l'altro capo nuovamente a terra.                                                                                              |
| Rete ad ascensore (Shore-operated lift net)                |          | Pesci pelagici | Sono tenute orizzontalmente da una grande struttura fissa e periodicamente calata in acqua. Enormi accorgimenti meccanici tengono reti orizzontali con diametri di venti metri o più. Le reti vengono immerse nell'acqua e sollevate di nuovo, ma per il resto non possono essere spostate. Le reti possono contenere l'esca o essere dotate di luci per attirare più pesci.                                                                                        |
| Rete "aggrovigliata" o "dentata" (tangle net)              |          | Batoidea,Rombo chiodato, Lophius                                                                                               | Simili alle reti da posta tranne per il fatto che hanno una dimensione della maglia più piccola progettata per catturare il pesce dai denti o dall'osso della mascella superiore invece che dalle branchie. |
| Tramaglio                                                  |          | Specie demersali, Crostacei | Uno strato centrale allentato con una piccola maglia reticolata è inserito tra due strati esterni tesi con una maglia molto più grande. La rete è mantenuta verticale dai galleggianti sulla corda di testa e dai pesi sulla corda di fondo. I galleggianti possono essere piccoli, cilindrici o a forma di uovo, solidi e di plastica. Sono fissati sulla fune di testa mentre i pesi in piombo sono distribuiti lungo la fune di terra.                           |

## Tipologie

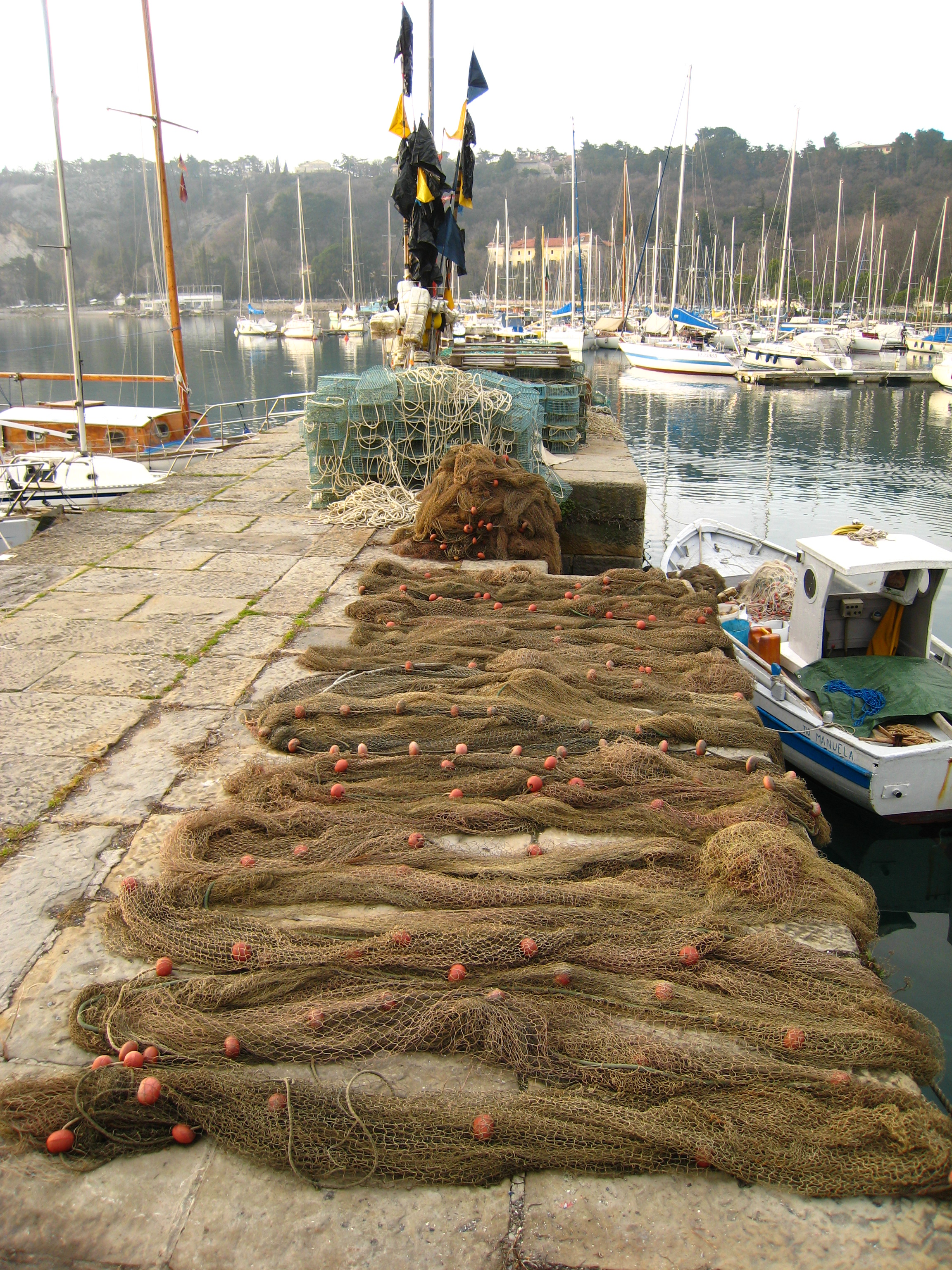
Reti, nasse, segnali

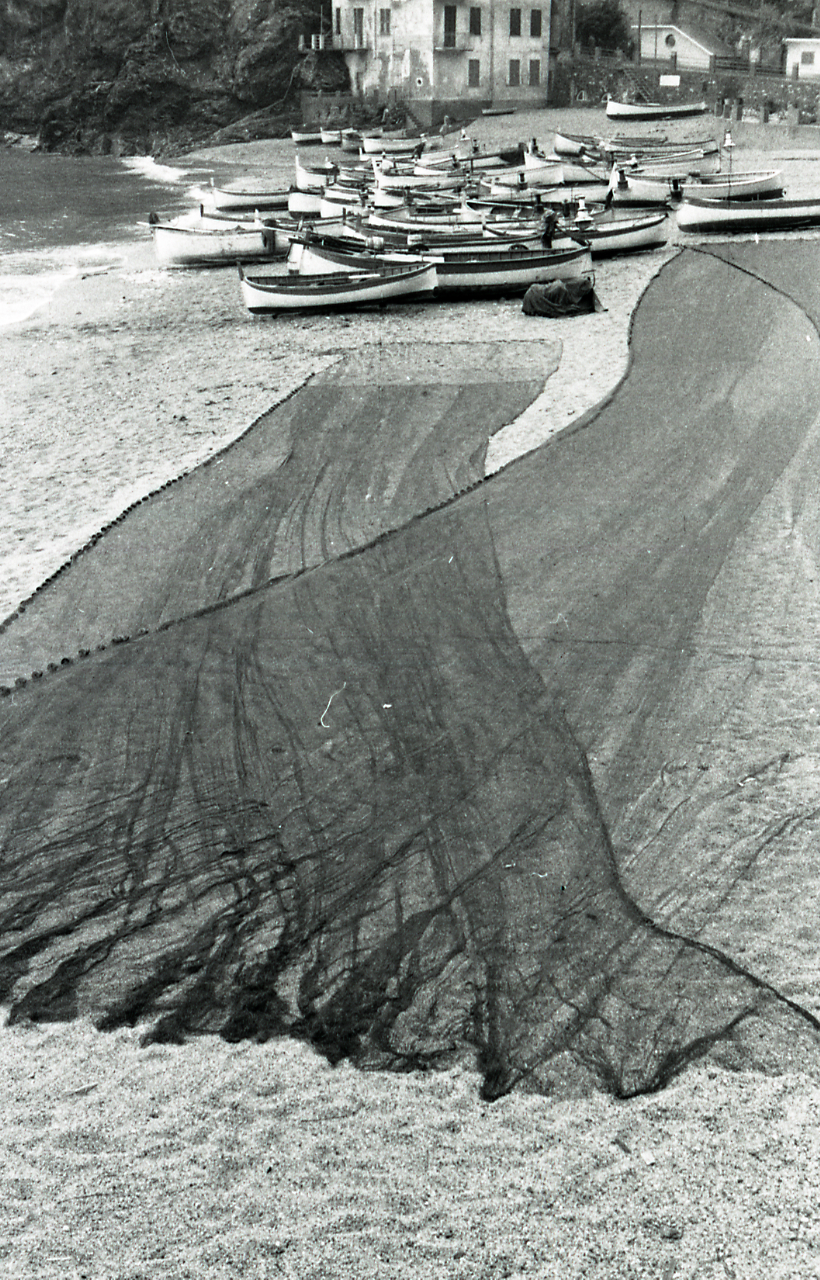
Reti da pesca fotografate a Monterosso al Mare da Paolo Monti nel 1957

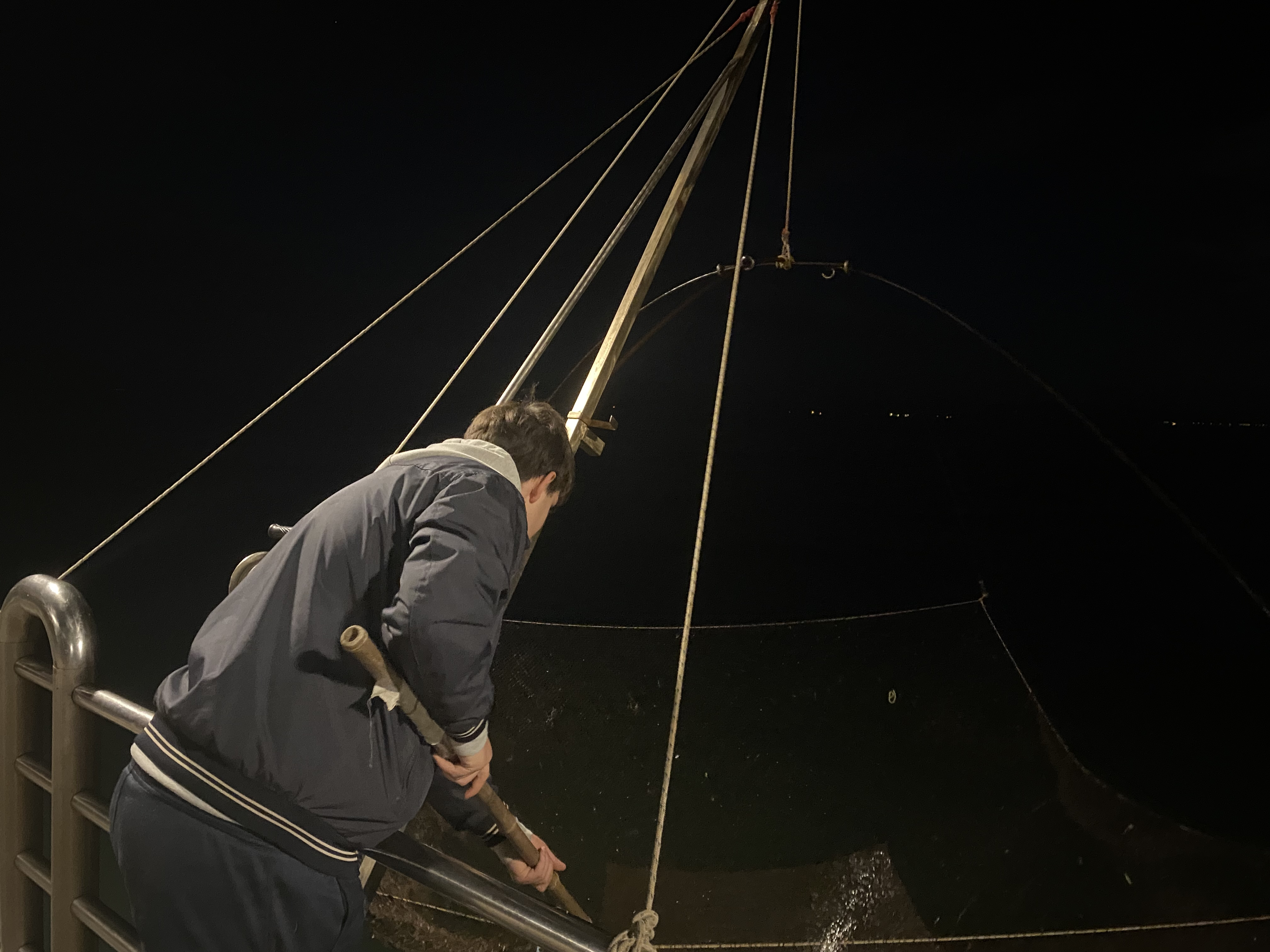
Rete a bilancia

- Rete a bilanciaReti da circuizione
- Reti a strascico
- Reti speciali
- Reti da posta fissa
- Reti da posta alla deriva

### Reti da circuizione
- la Ravastinella
- la Tonnarella
- l'Agugliara
- la Cannata (Incannizzata, Cannizzata, Vollaro per cefali, Mugginara, Cefalara)
- la Gastaurellara (Gastavrellara)
- la Lampara
- la Ravastina
- la Lampara a mazzetta (a masseta)
- la Lampara a mugginara (a musia)

### Reti a strascico
- il carpasfoglie (sfogliera, scacciadiavoli)
- la mazzonara (mazzonara scavapietre e sciabichello)
- la mussoliera
- la mussoliera a piombo
- l'ostreghera
- l'ostregaro
- la paranza (tartane)
- la paranza chiara
- la paranza spessa
- il rapido (o rampone)
- la sciabica (ingegno, migavizza, sciaveca, tuono, tratta)
- lo sciabichello
- lo sciabichello di fondo
- la tartana chiara
- la tartana spessa
- la tartanella (ragno, tartagna, rastrello, bragotto, gianchettou)
- il tartanone (tartannone)
- la vastasegna
- la Chalut à perche

### Reti speciali
- la Pedaruola (Pedarola)
- il Rabbio
- il Rastrello a manganello
- la Rete da capparozzoli
- la Rete peschiera
- l'Ingegno (Croce)
- la Tratta per pesca minuta
- l'Angamo
- le Bilancette (v. Bilancella, Bilancione)
- la Bilancia (a lampiane e a maglie cieche)
- la Bilancia da terra (Rete volante, Lucerna)
- i Bilancioni
- il Rullo
- la Scacchiera
- lo Sparviero o Rezzaglio o Giacchio o Jacco
- la Teleta
- il Telone per pesce novello
- la Tonnara
- la Tonnarella
- il Trabucco (Padellone)
- il Tramuardo
- la Bragagna
- il Ferro da poverazze
- il Ferro per calcinelli
- il Grivarulo

### Reti da posta fissa
- la Ciaulara
- la Minosciara
- la Mugginara
- la Rete maritata (Incanzellata, Lacciara con bardassole)
- la Rete da storioni
- il Salterello
- la Tonnarella
- il Tremaglino
- la Tuppidara
- la Palamitara
- la Paurara
- l'Opalara
- la Schetta (Ritorta, Schete, Schietto, Schiettas)
- la Scormara
- la Sepera
- il Tramaglio (Rezza ,Tremaggio, Intramacchiata, Schetto, Bombine, Gombine, Rete trimagliata, Rete vestita, Rete a parete, Rezzella, Tremaglio, Tremaze, Zabara, Re de trie, Re de barboni, Cerberai)
- la Bestinara
- la Cheniara
- la Squadrara
- la Terebara
- la Palombara
- la Rete canale
- la Martavello (Bartavello, Bartevello, Bertavello, Bertovello)

### Reti da posta alla deriva
- la Menaide
- la Menaidozza
- il Rarilo
- la Lacciarella
- la Sardara
- la Sardelera

## Impatto ambientale

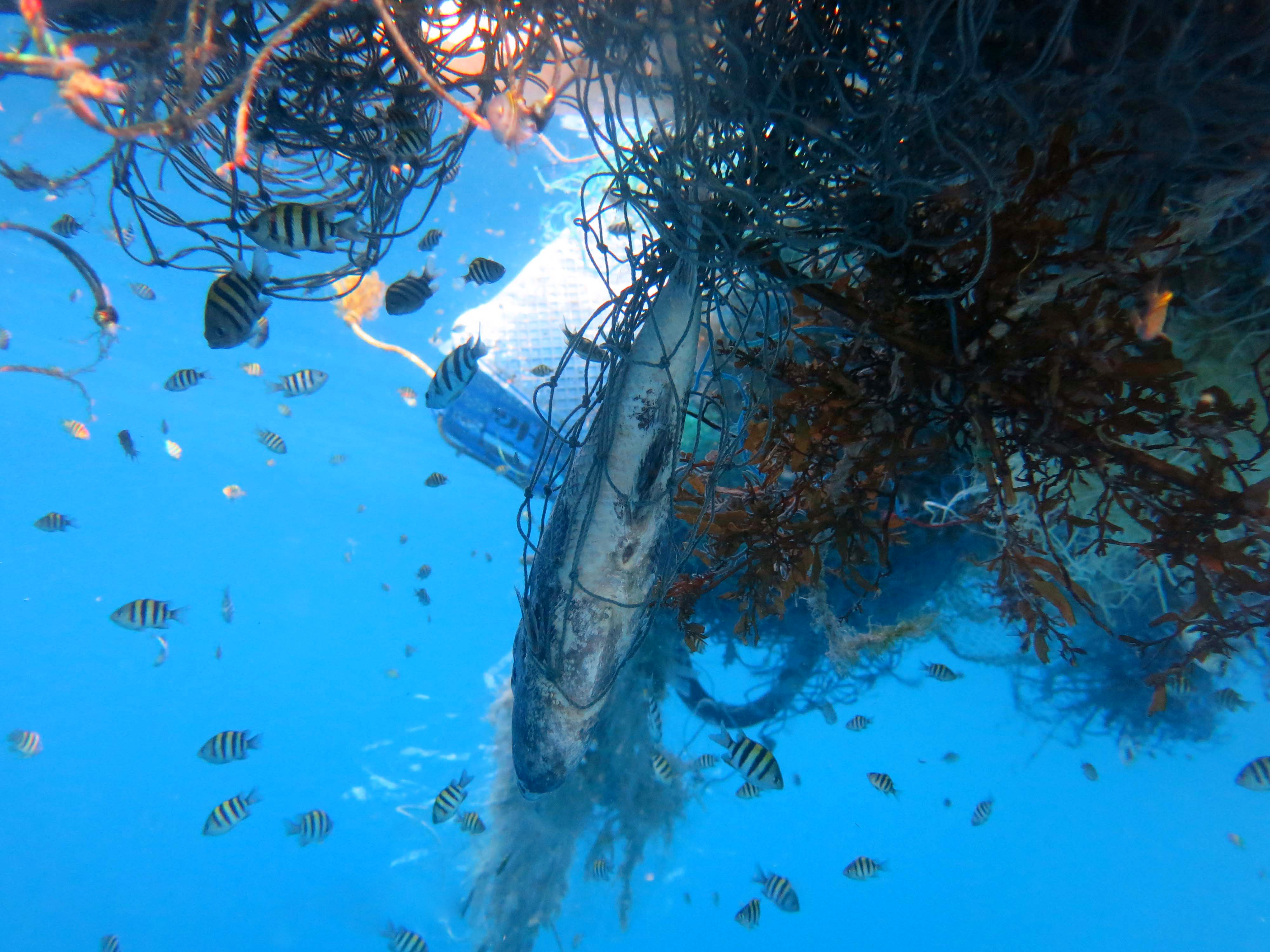
Molte specie marine tra cui tartarughe, squali, balene, delfini e dugonghi rimangono impigliate nelle reti fantasma.

La rete può estendersi anche per molti chilometri di lunghezza, tant'è che in alcune regioni il suo utilizzo è stato vietato per non danneggiare la flora e la fauna acquatica in quei luoghi dove l'equilibrio naturale è a rischio.
Inoltre le reti stesse possono essere perdute dai pescatori (le cosiddette reti fantasma) e perciò diventare un potenziale pericolo per la fauna marina (specie coccodrilli, tartarughe, squali, delfini) che, intrappolandosi nella rete muore soffocata o diventa facile preda per eventuali predatori.
Dagli anni 2010 sono in lavorazione reti da pesca biodegradabili per ridurre l'impatto ambientale delle reti fantasma.

## Galleria storica

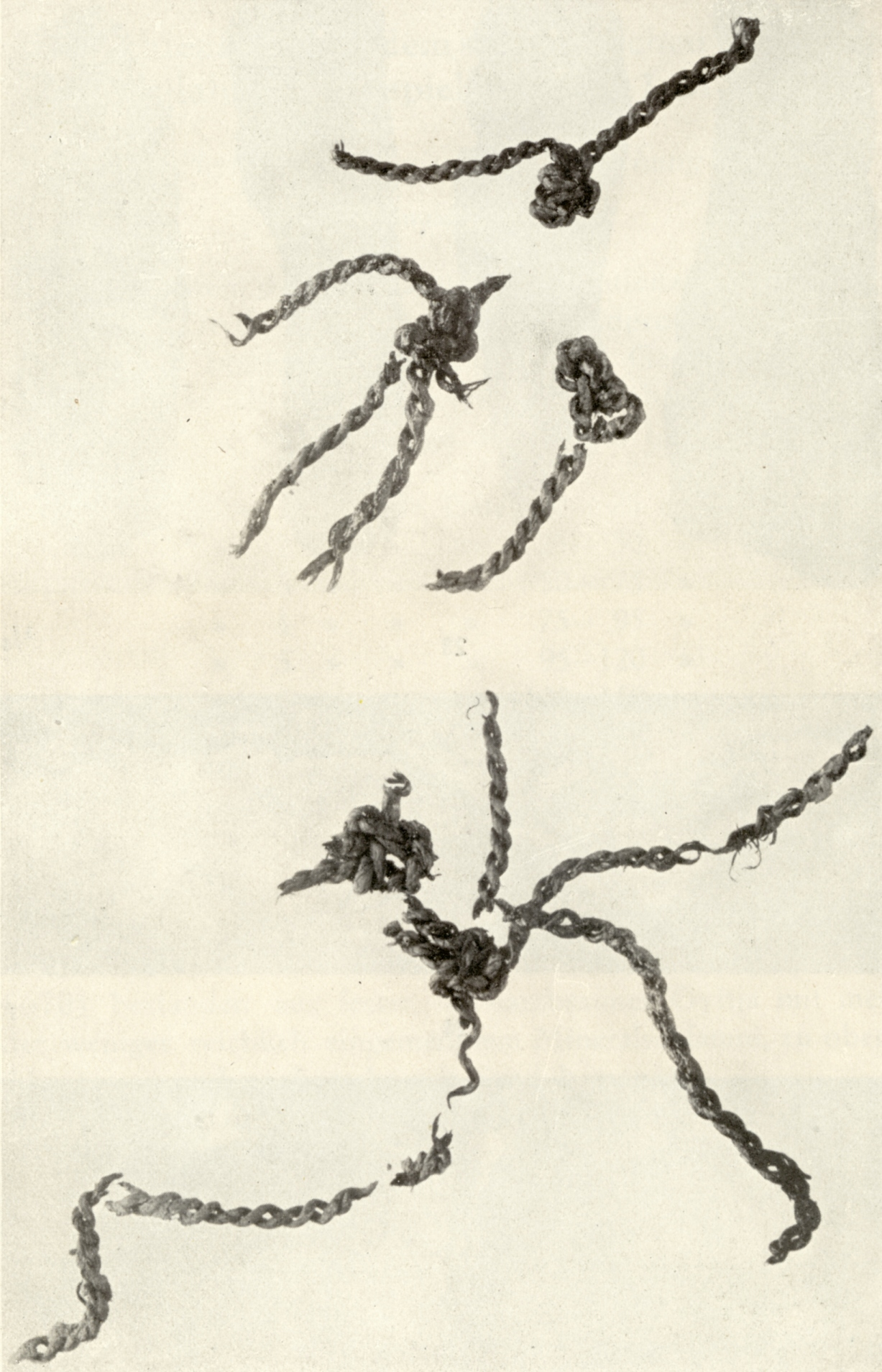
Frammenti dalla rete di Antrea, 8300 a.C.
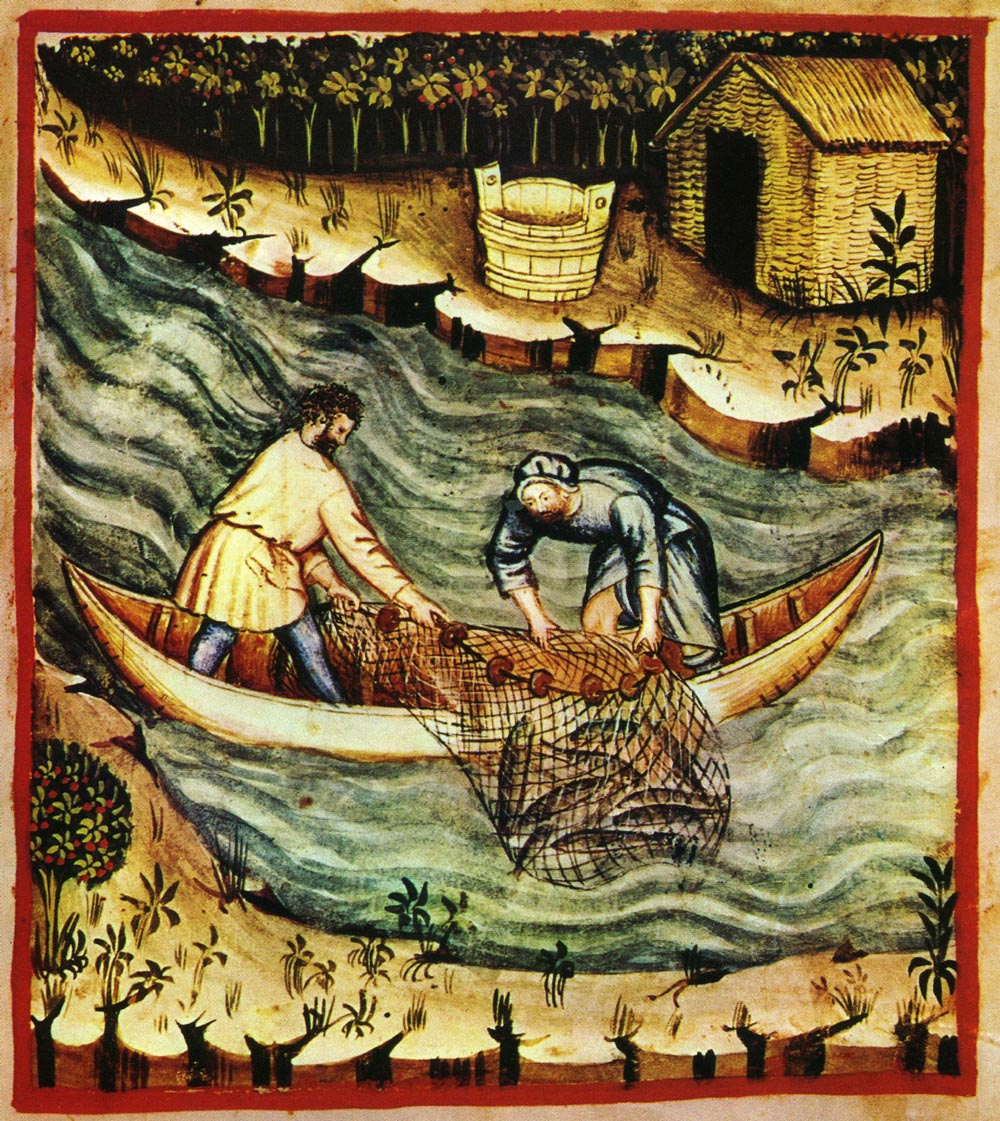
Tacuinum sanitatis casanatensis, Baghdad, XIV secolo
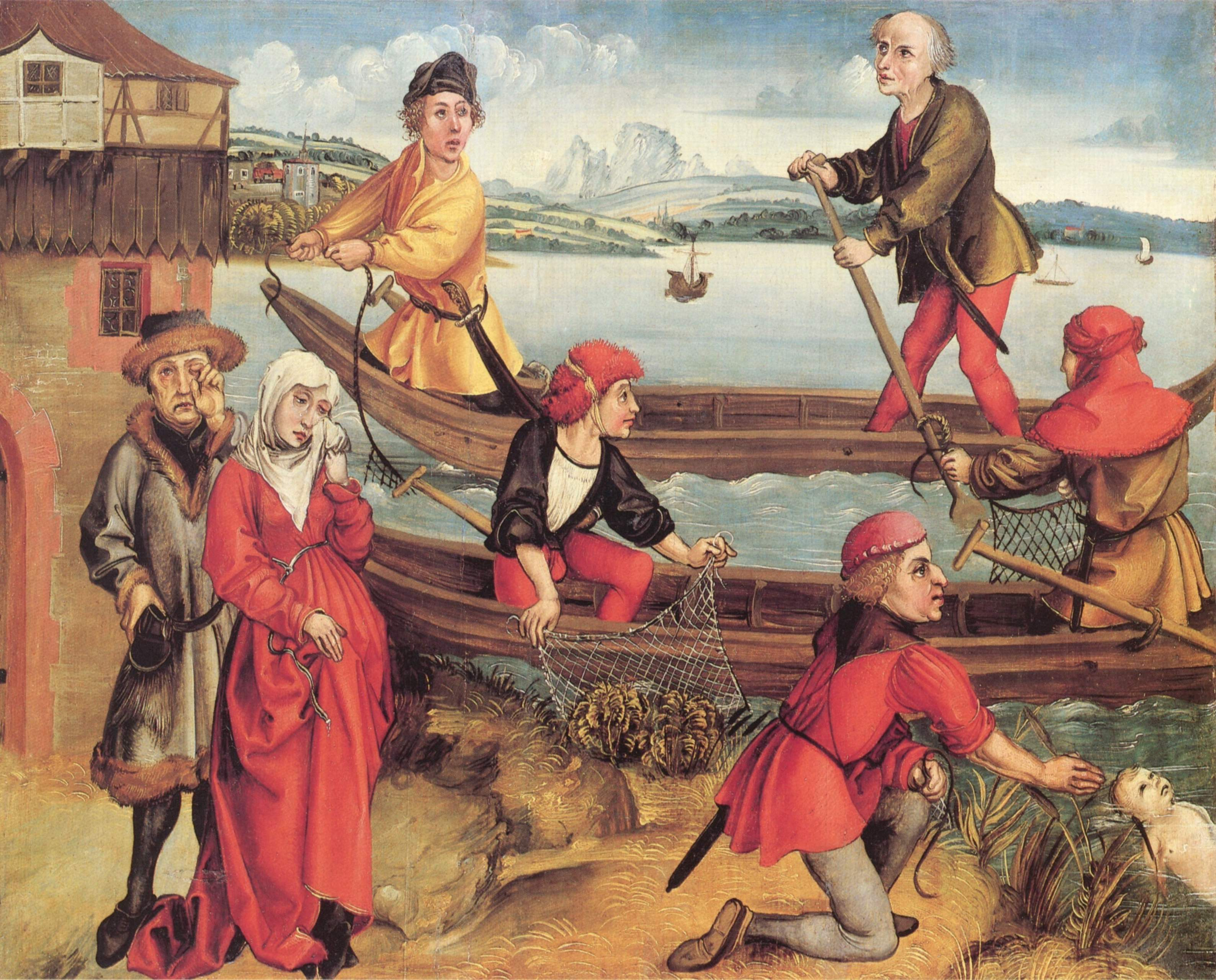
Albrecht Durer c. 1490-1493
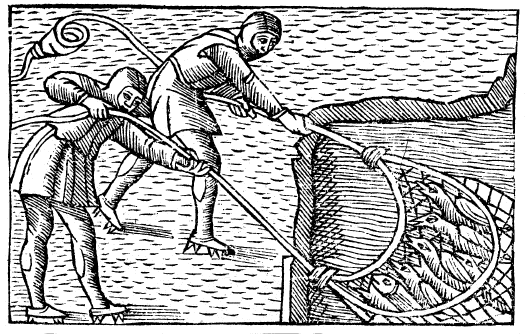
Tecnica di pesca sul ghiaccio, scandinava medievale, 1555